# 1968 у Миколаєві
| Роки в Миколаєві ← • 1901 • 1902 • 1903 • 1904 • 1905 • 1906 • 1907 • 1908 • 1909 • 1910 • 1911 • 1912 • 1913 • 1914 • 1915 • 1916 • 1917 • 1918 • 1919 • 1920 • 1921 • 1922 • 1923 • 1924 • 1925 • 1926 • 1927 • 1928 • 1929 • 1930 • 1931 • 1932 • 1933 • 1934 • 1935 • 1936 • 1937 • 1938 • 1939 • 1940 • 1941 • 1942 • 1943 • 1944 • 1945 • 1946 • 1947 • 1948 • 1949 • 1950 • 1951 • 1952 • 1953 • 1954 • 1955 • 1956 • 1957 • 1958 • 1959 • 1960 • 1961 • 1962 • 1963 • 1964 • 1965 • 1966 • 1967 • 1968 • 1969 • 1970 • 1971 • 1972 • 1973 • 1974 • 1975 • 1976 • 1977 • 1978 • 1979 • 1980 • 1981 • 1982 • 1983 • 1984 • 1985 • 1986 • 1987 • 1988 • 1989 • 1990 • 1991 • 1992 • 1993 • 1994 • 1995 • 1996 • 1997 • 1998 • 1999 • 2000 • → |

1968 у Миколаєві — список важливих подій, що відбулись у 1968 році в Миколаєві. Також подано перелік відомих осіб, пов'язаних з містом, що народились або померли цього року, отримали почесні звання від міста.

## Події

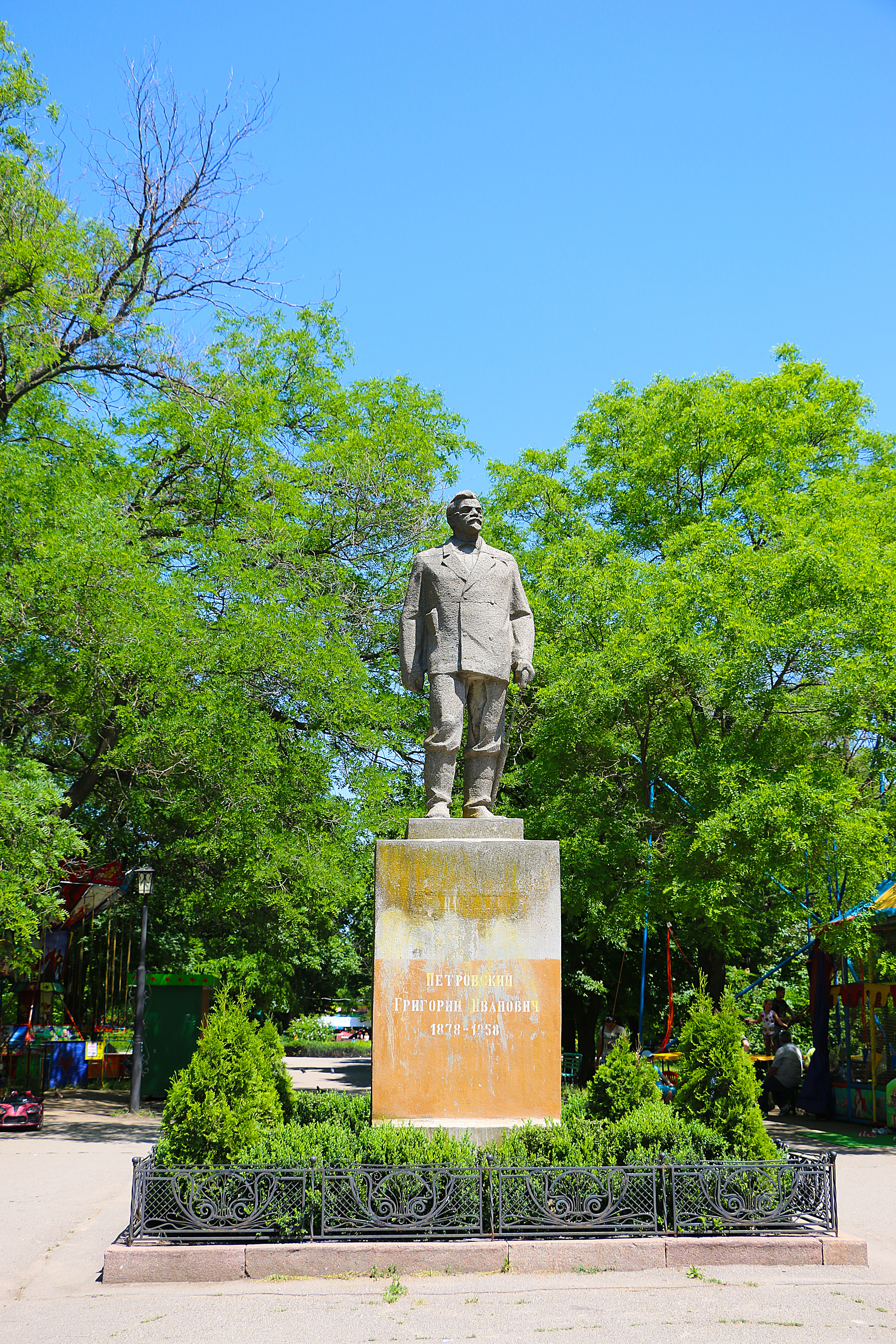
пам'ятник Г. І. Петровському

- Навпроти центрального входу парку «Народний сад» (на той час — парк імені Г. І. Петровського) встановили пам'ятник Г. І. Петровському (скульптор М. Л. Ігнатьєв, архітектор Є. Я. Кіндяков).
- Вулиця 6-та Слобідська отримала назву Комсомольська. У 2016 вулиці знову повернуто історичну назву.
- Півзахисник миколаївського «Суднобудівника» Олександр Кімалов увійшов до списку 33 найкращих гравців УРСР (№ 3).

## Особи

### Очільники
- Голова виконавчого комітету Миколаївської міської ради — Микола Брюханов.
- 1-й секретар Миколаївського міського комітету КПУ — Леонід Шараєв змінив на посаді Анатолія Саліхова.

### Почесні громадяни
- У 1968 році звання Почесного громадянина Миколаєва не присвоювалось.

### Народились
- Свистович Михайло Богданович (нар. 11 грудня 1968, Первомайськ, Миколаївська область) — український громадський діяч, активіст Громадянського руху «Відсіч», редактор сайту «Майдан», економіст за освітою. Мешкав і навчався у Миколаєві.
- Качний Олександр Сталіноленович (нар. 23 жовтня 1968, м. Ржищів, Київська область) — український політик. З 14 травня 2010 до 27 лютого 2014 — голова Київської обласної ради. Народний депутат України 9-го скликання. Випускник Миколаївського державного педагогічного інституту.
- Кочвар Сергій Володимирович (нар. 20 вересня 1968, м. Одеса, УРСР) — колишній радянський та український футболіст, захисник. У складі клубу СК «Миколаїв» провів 60 матчів.
- Хроненко Анатолій Петрович (нар. 2 червня 1968, Миколаїв — пом. 28 вересня 2014, Донецьк) — солдат Збройних сил України (79 ОАМБр, м. Миколаїв). Загинув при обороні Донецького аеропорту під час війни на сході України. Один із «кіборгів».
- Антонюк Данило Андрійович (нар. 4 липня 1968, Миколаїв) — український живописець, член Національної спілки художників України. Член міжнародного фонду «Культурне надбання». Член Молодіжного об'єднання МОО Національної спілки художників України.
- Любарський Юрій Валерійович (нар. 13 листопада 1968, Миколаїв)) — суддя-рефері Федерації боксу України, суддя міжнародної категорії AIBA.
- Ніколенко Геннадій Борисович (нар. 13 серпня 1968, смт. Казанка Казанківського району Миколаївської області) — український діяч, 1-й заступник голови Миколаївської обласної державної адміністрації, голова Миколаївської обласної державної адміністрації (2014 р.).
- Кудлюк Валерій Ігорович (нар. 14 квітня 1968, Ланівці, Тернопільська область) — радянський та український футболіст, згодом — футбольний функціонер, виступав на позиції нападника. У складі клубу «Евіс»/«Миколаїв» провів 59 матчів, забив 18 голів.
- Абрамов Карен Ваганович (нар. 9 грудня 1968, Баку) — тренер з плавання. Заслужений тренер України. Працював тренером при Миколаївському обласному центрі «Інваспорт». Доцент кафедри олімпійського та професійного спорту Чорноморського національного університету імені Петра Могили.
- Карловський Михайло Болеславович (нар. 26 травня 1968, Миколаїв) — український скульптор, художник, член Національної спілки художників України.
- Чаус Юрій Богданович (нар. 14 серпня 1968) — український футбольний тренер та функціонер. Головний тренер футбольного клубу «Миколаїв».
- Дерік Андрій Олегович (нар. 3 березня 1968, Запоріжжя) — український драматичний актор та композитор, заслужений артист України. Актор Миколаївського російського драматичного театру імені В. Чкалова та Миколаївського українського театру драми та музичної комедії.

### Померли
- Бузник Віктор Михайлович (нар. 4 жовтня 1914, Тернівка, Миколаївська область — пом. 23 грудня 1968, Миколаїв) — член-кореспондент АН УРСР, доктор технічних наук, професор, ректор Миколаївського кораблебудівного інституту.
- Круц Іван Семенович (нар. 1906, Миколаїв — пом. 1968, с. Жовтневе, Миколаївська область) — український цирковий артист, борець, важкоатлет.
- Абрамов Олександр Дмитрович (нар. 1892, Миколаїв — пом. 1968, Челябінськ) — український радянський партійний діяч, голова Вологодського і Сумського облвиконкомів. Депутат Верховної Ради Російської РФСР 1-го скликання. Депутат Верховної Ради Української РСР 2-го скликання.
- Михайлов Георгій Антонович (нар. 23 квітня 1909, Дяковка, Вяземський повіт, Смоленська губернія — пом. 1968, Миколаїв) — український радянський діяч, інженер, голова виконавчого комітету Миколаївської міської ради депутатів трудящих (1946—1949). Депутат Верховної Ради УРСР 1–3-го скликань (1938—1955).